# Sultan bin Mohammed Al-Qasimi

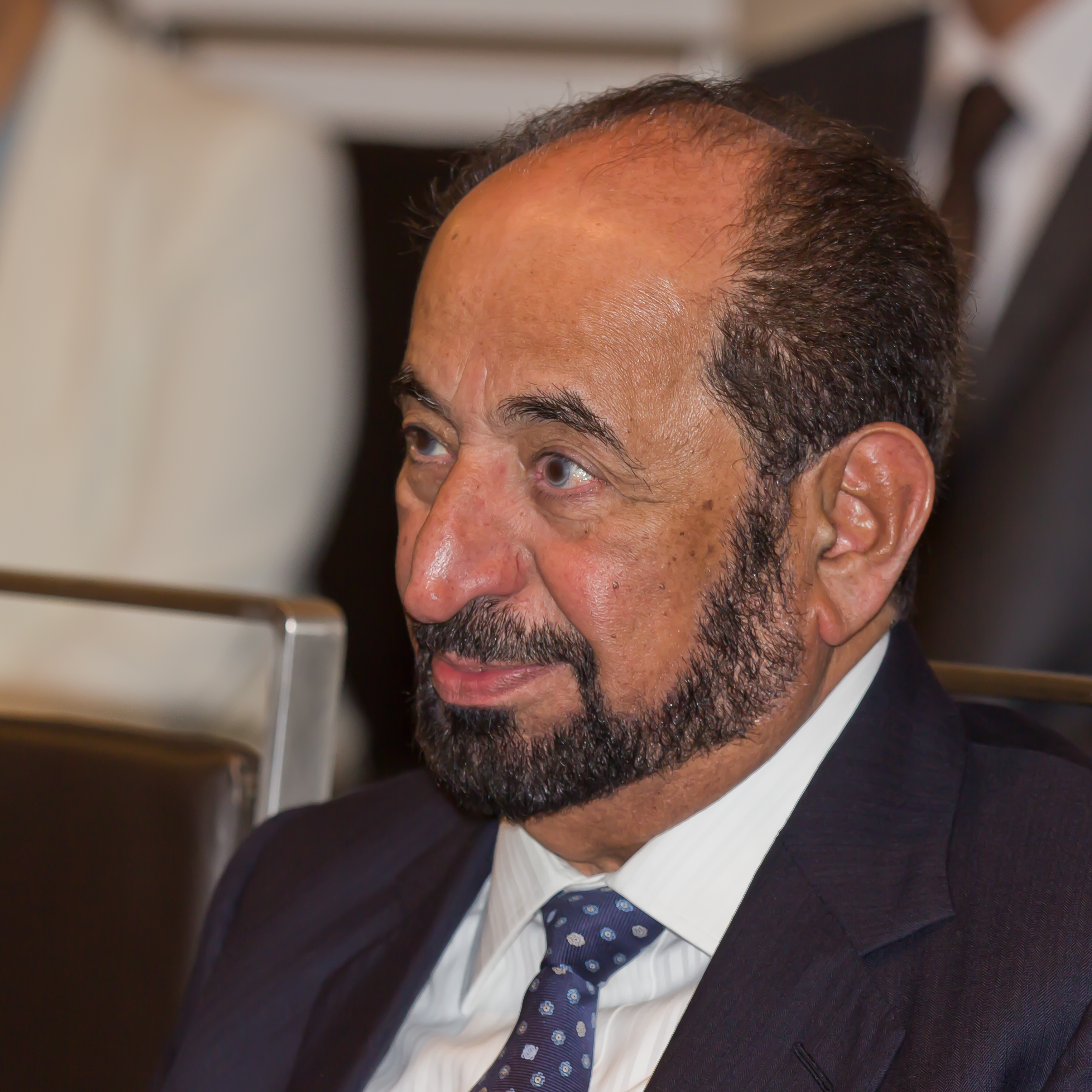
Sheik Qasimi, 2014

Sheikh Sultan bin Mohammed Al-Qasimi III (în limba arabă: سلطان بن محمد القاسمي) (n. 6 iulie 1939, Sharjah) este membru al Consiliului Suprem al statului Emiratele Arabe Unite, guvernator al emiratului Sharjah din 1972 și până în prezent. De asemenea, este istoric și dramaturg. 

## Educația
- Doctor în filosofie, Universitatea Durham, 1999
- Doctor în filosofie, Universitatea Exeter, 1985
- Licențiat în inginerie agricolă, Universitatea din Cairo, 1971

## Publicații

### Istorie
- Mitul pirateriei arabe din Golf, 1986
- Diviziunea Imperiului Omanez  (1856–1862), 1986
- Ocuparea Adenului de către britanici, 1990
- Relațiile omanezo-franceze(1715–1905), 1993
- Documente arabe omaneze în arhivele franceze, 1993
- Jurnalele lui David Seton din  Golf (1800–1809), 1994
- John Malcolm și baza comercială britanică din Golf (1800), 1994
- Golful pe hărți istorice, Volumul I, 1996
- Scrisori de la liderii maritimi istorici ai Somaliei către Sheikh Sultan Bin Saqr Al Qasimi (1837), 1996
- Golful pe hărți istorice, Volumul II, 1999
- Luptele pentru putere și comerțul din Golf  (1620–1820), 1999
- Un memorandum pentru istorici despre nevinovăția lui Ahmad ibn Mājid, 2000
- Memorandum despre Kuwait: O biografie a lui Mubarak Al-Sabah, 2004
- Index de rudenie, 2008
- Stația aeriană Sharjah între Est și Vest, 2009
- Descrierea Fortului Muscat și a altor forturi din Golful Oman, 2009
- Autobiografie, 2009

### Literatură
- Sheikh-ul alb, 1996
- Prințul rebel, 1998
- Mesaj către oamenii de teatru, 2007

### Teatru
- Întoarcerea lui Hulagu, 1998
- Realitate întocmai cu originalul, 2000
- Cauza, 2000
- Alexandru cel Mare, 2006
- Samson cel Puternic, 2008
- Nimrod, 2008
- Piatra Neagră, 2011

## Alte funcții
- Ministru al Educației, Emiratele Arabe Unite (1971–1972)
- Membru de onoare al Institute for Middle East and Islamic Studies, Universitatea Durham (1992–până în prezent)
- Președinte al  Universității din Sharjah (1997– până în prezent)
- Președinte al Universității Americane din Sharjah (1997– până în prezent)
- Profesor de Istorie Modernă a Golfului, Universitatea din Sharjah, 1999
- Profesor vizitator, Universitatea din Cairo, 2008
- Profesor vizitator, Universitatea Exeter, 1998

## Cărți în limba română
Sultan Bin Mohammed Al-Qasimi. 2011. "Întoarcerea lui Hulagu". Traducere din limba arabă și note explicative de George Grigore. Iași: Editura Ars Longa, Colecția Alif.
Sultan Bin Mohammed al-Qasimi. 2011. Șeicul Alb. Traducere din limba arabă și note explicative de Gabriel Bițună. Ediție îngrijită de George Grigore. Iași: Editura Ars Longa, Colecția Alif.